# Yau Tsim Mong (distrito)

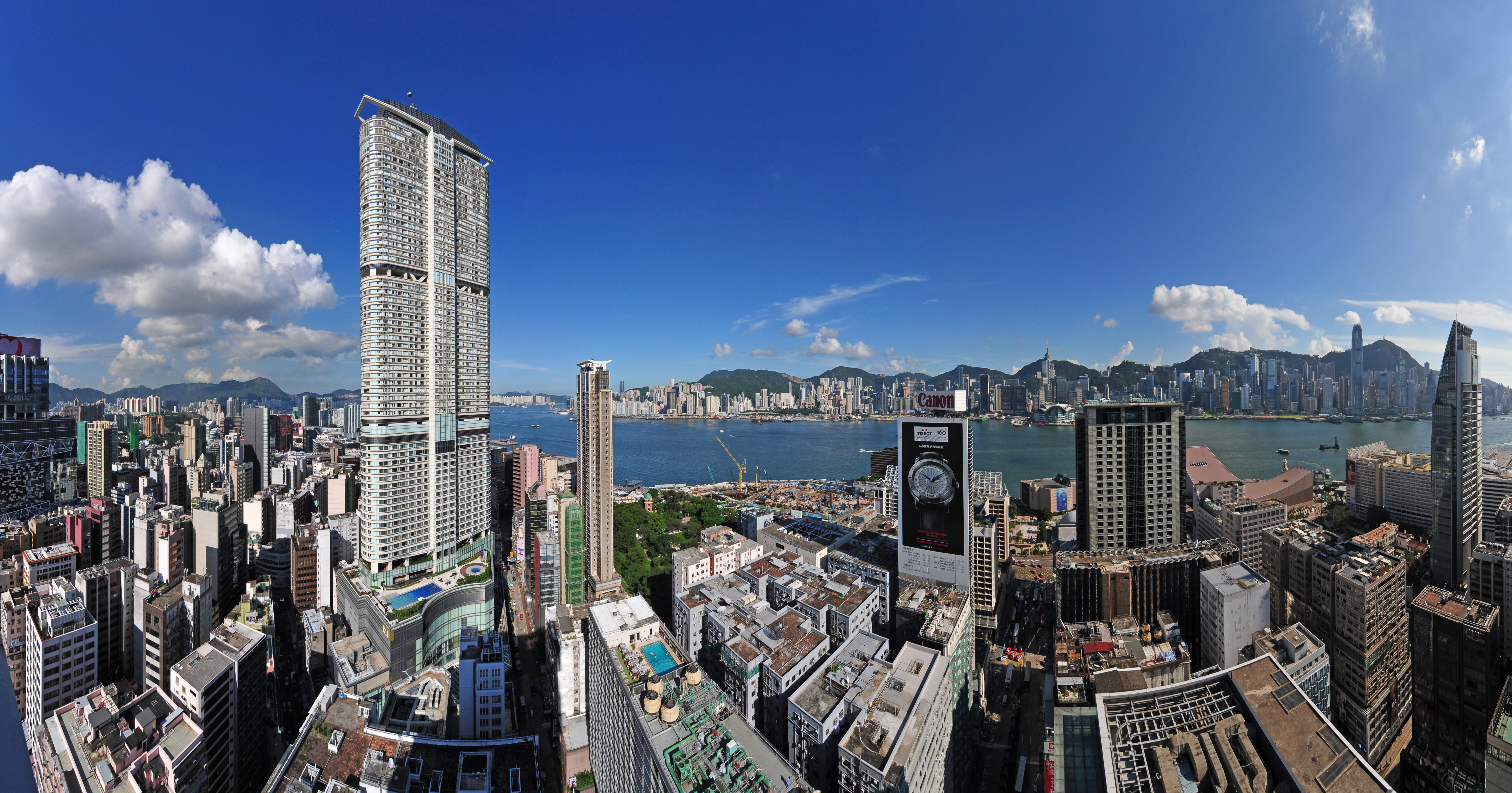
Tsim Sha Tsui

O distrito de Yau Tsim Mong (chinês tradicional: 油尖旺區, chinês simplificado: 油尖旺区, pinyin: Yóujiānwàng Qū, Jyutping: jau4 zim1 wong6 keoi1) é um dos 18 distritos de Hong Kong, localizado no a oeste da península de Kowloon. É a área do núcleo urbano de Kowloon. O distrito possui a terceira mais alta densidade populacional entre todos os distritos. O Censo de 2006 marcou a população total do distrito em 280.548 habitantes.